# آکسیلارین
آکسیلارین (به انگلیسی: Axillarin) با فرمول شیمیایی C۱۷H۱۴O۸ یک ترکیب شیمیایی با شناسه پاب‌کم ۵۲۸۱۶۰۳ است. که جرم مولی آن ۳۴۶٫۲۸ g/mol می‌باشد. 